# Lagrida aenea
Lagrida aenea är en skalbaggsart som beskrevs av Hintz 1919. Lagrida aenea ingår i släktet Lagrida och familjen långhorningar.
Artens utbredningsområde är Gabon. Inga underarter finns listade i Catalogue of Life.